# Podsvaz
Podsvaz je podmnožina svazu, která je sama také svazem.

## Definice
Nechť (A,∧,∨) je svaz a B je neprázdná podmnožina A. Pak B se nazývá podsvazem svazu A, platí-li, že B je uzavřená vzhledem ke svazovým  operacím „∧“ a „∨“. tedy
{\displaystyle \forall a,b\in B:a\wedge b\in B,a\vee b\in B}

## Příklad
Množina B = {1,2,3,5,6,10,15,30} všech přirozených dělitelů čísla 30 je podsvazem svazu {\displaystyle (\mathbb {N} ,|)}

## Vlastnosti
Jestliže B je podsvaz svazu A, pak B je svazem vzhledem k indukovanému uspořádání.
Obráceně to nemusí platit. Podmnožina {\displaystyle B\subseteq A} může být svazem, ale nemusí být podsvazem v A.

## Konvexní podsvaz
Nechť (A,∧,∨) je svaz a B je podsvaz A. Pak B  se nazývá konvexní podsvaz, je-li {\displaystyle \forall a,b\in B,c\in A:a\leq c\leq b\Rightarrow c\in B}
Neboli podsvaz je konvexní, když s každými dvěma prvky {\displaystyle a\leq b} obsahuje i celý interval [a,b].